# Pallasea
Pallasea är ett släkte av märlkräftor som lever in Baikalsjön. Även den svenska taggmärlan ansågs förr att ingå i släktet. Släktet beskrevs  av Charles Spence Bate 1862.